# Cerkiew św. Jana Złotoustego w Polanach

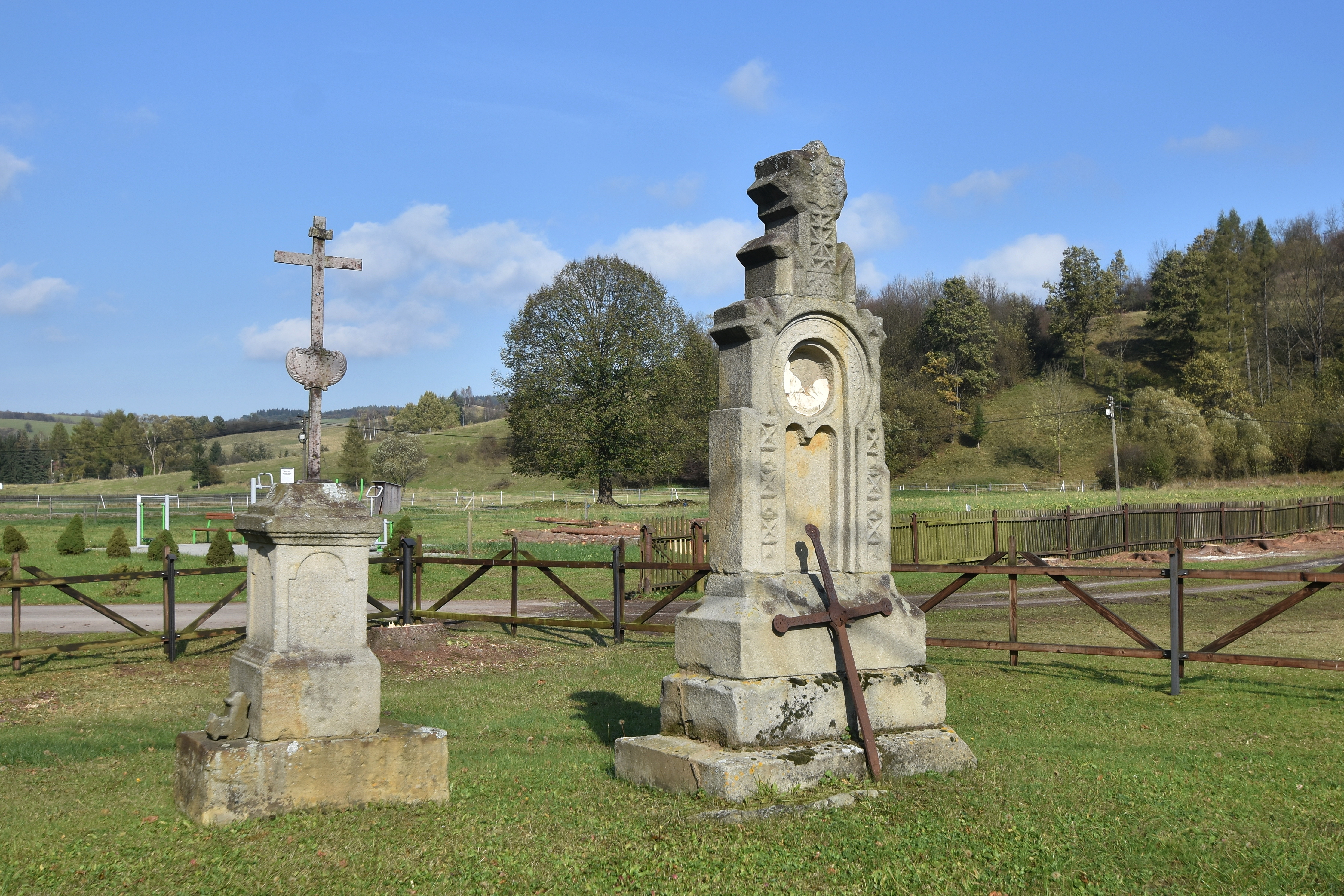
Nagrobki w otoczeniu

Cerkiew św. Jana Złotoustego - dawna cerkiew greckokatolicka zbudowana w 1914, znajdująca się w Polanach.
Po 1949 przejęta i użytkowana przez kościół rzymskokatolicki. Od 1969 roku pełni funkcję kościoła parafialnego pw. Matki Bożej Częstochowskiej parafii w Polanach. Współużytkowana także przez grekokatolików, od 1991 pełniąc funkcję kościoła parafialnego dla tego obrządku.

## Historia
Została zbudowana w miejscu starszej drewnianej cerkwi (odnotowanej już w 1826), która już w roku 1899 była opisana jako bardzo stara i w bardzo złej kondycji.
W 1927, podczas schizmy tylawskiej, około połowy parafii greckokatolickiej przeszło na prawosławie. W 1934 parafia została włączona do Apostolskiej Administracji Łemkowszczyzny. W 1944 w czasie walk o Przełęcz Dukielską cerkiew została częściowo zburzona.
Po wojnie greckokatolickich parafian wysiedlono, a cerkiew zamieniono na magazyn. W 1949 cerkiew przekazano dla obrządku rzymskokatolickiego. W 1956 część wysiedlonych powróciła, i wskutek ich starań 24 lutego 1966 władze przekazały im ruiny cerkwi, którą remontowano do 1971. Dnia 28 listopada 1971 rzymscy katolicy z Polan i okolicznych wsi, rozbijając zamki i wyrąbując drzwi od zakrystii, wdarli się do cerkwi i zawładnęli nią. Rozpoczęła się seria walk o cerkiew najpierw na miejscu, a potem w sądzie. Spory trwały do listopada 1992, od kiedy to cerkiew jest współużytkowana przez grekokatolików i rzymskich katolików, a wyznawcy prawosławia korzystają z cerkwi w innych miejscowościach. Dnia 19 listopada 1972 dokonano poświęcenia świątyni pw. Matki Bożej Częstochowskiej.

## Architektura i wyposażenie
Cerkiew została zbudowana na planie krzyża greckiego i nakryta centralnie położoną dużą kopułą. Bryłę wzorowano na cerkwiach kijowskich. Budowa była w dużej mierze finansowana dzięki wsparciu łemkowskich emigrantów ze Stanów Zjednoczonych. Projektantem obiektu był Rudnicki ze Lwowa.

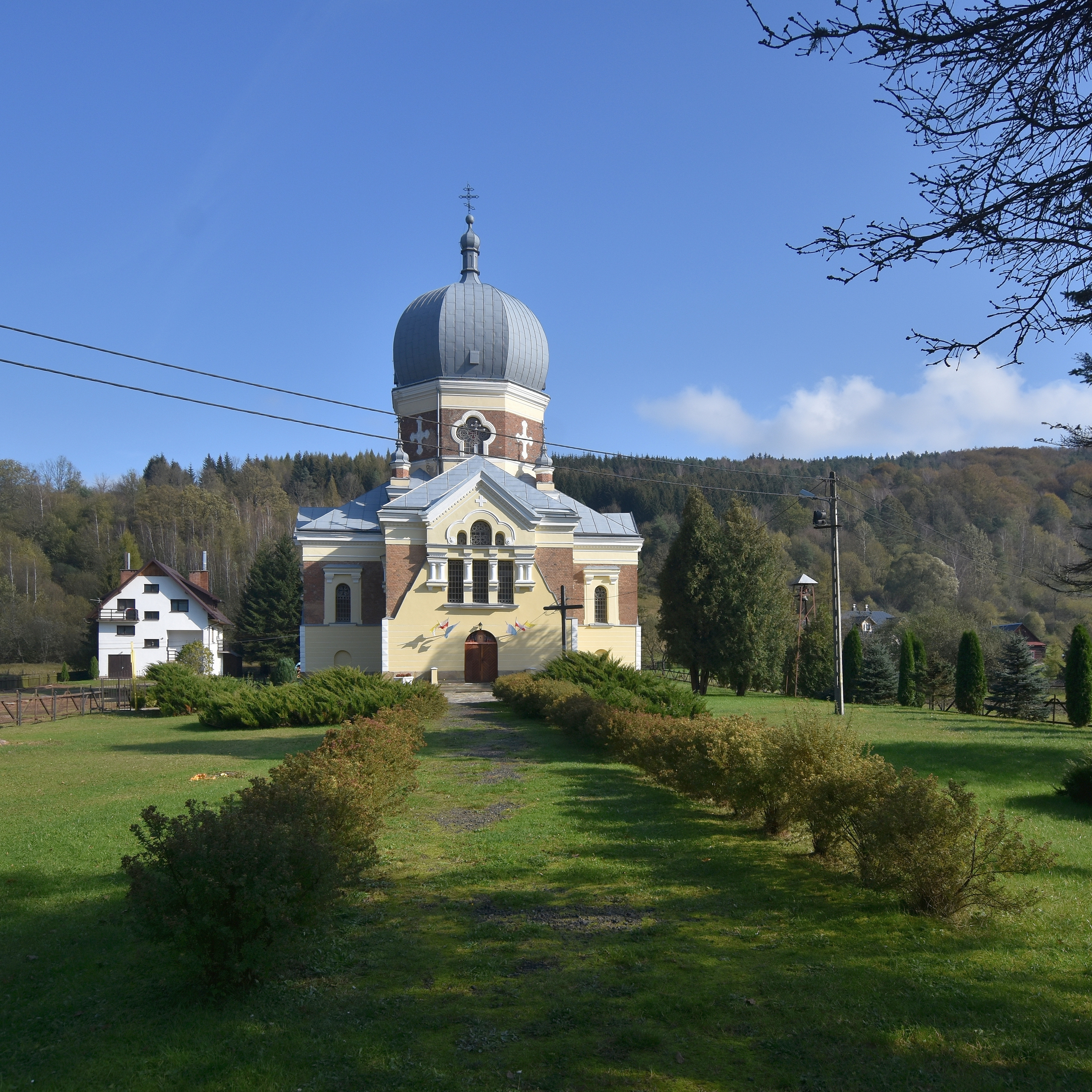
Elewacja frontowa
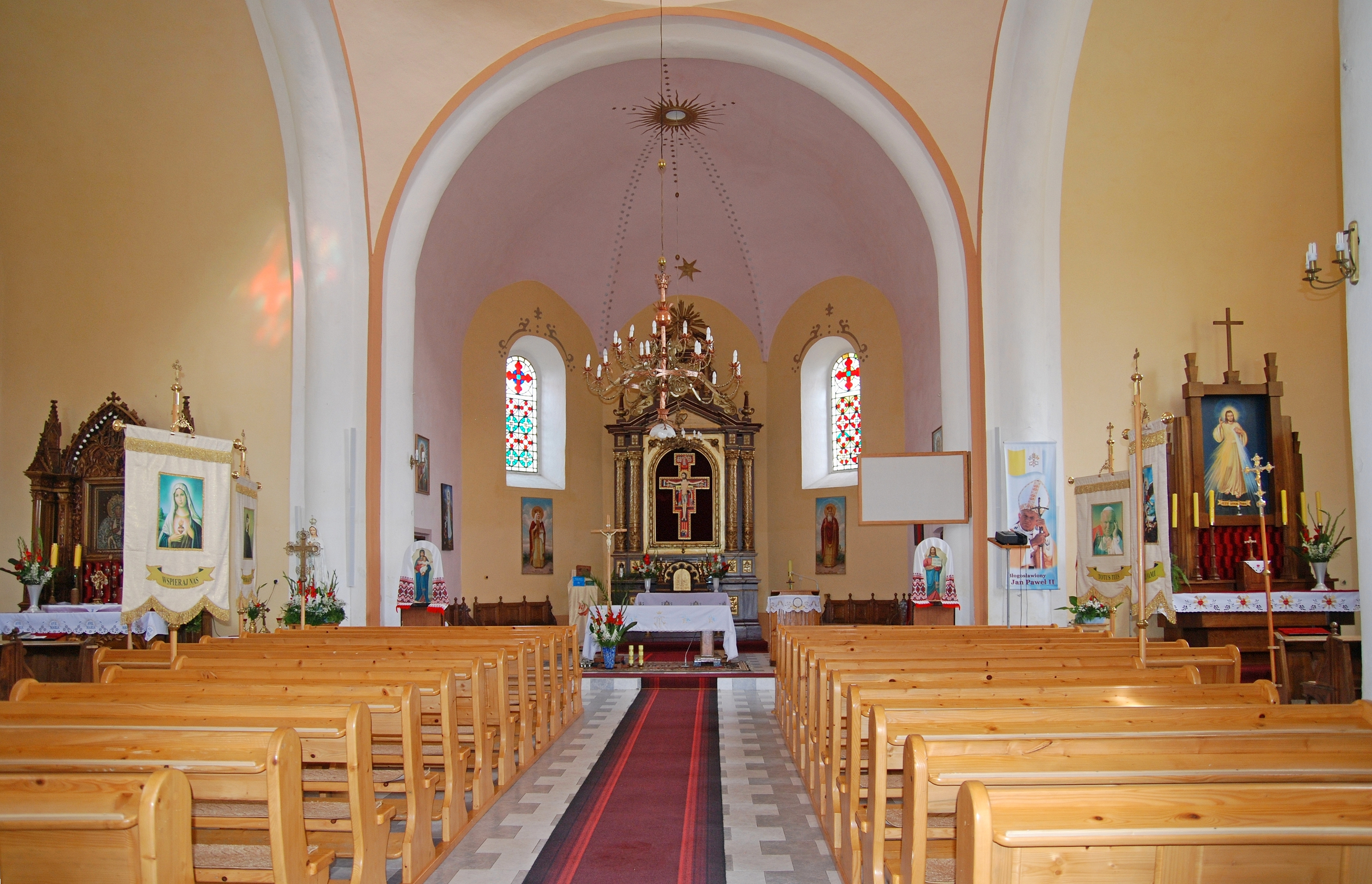
Wnętrze
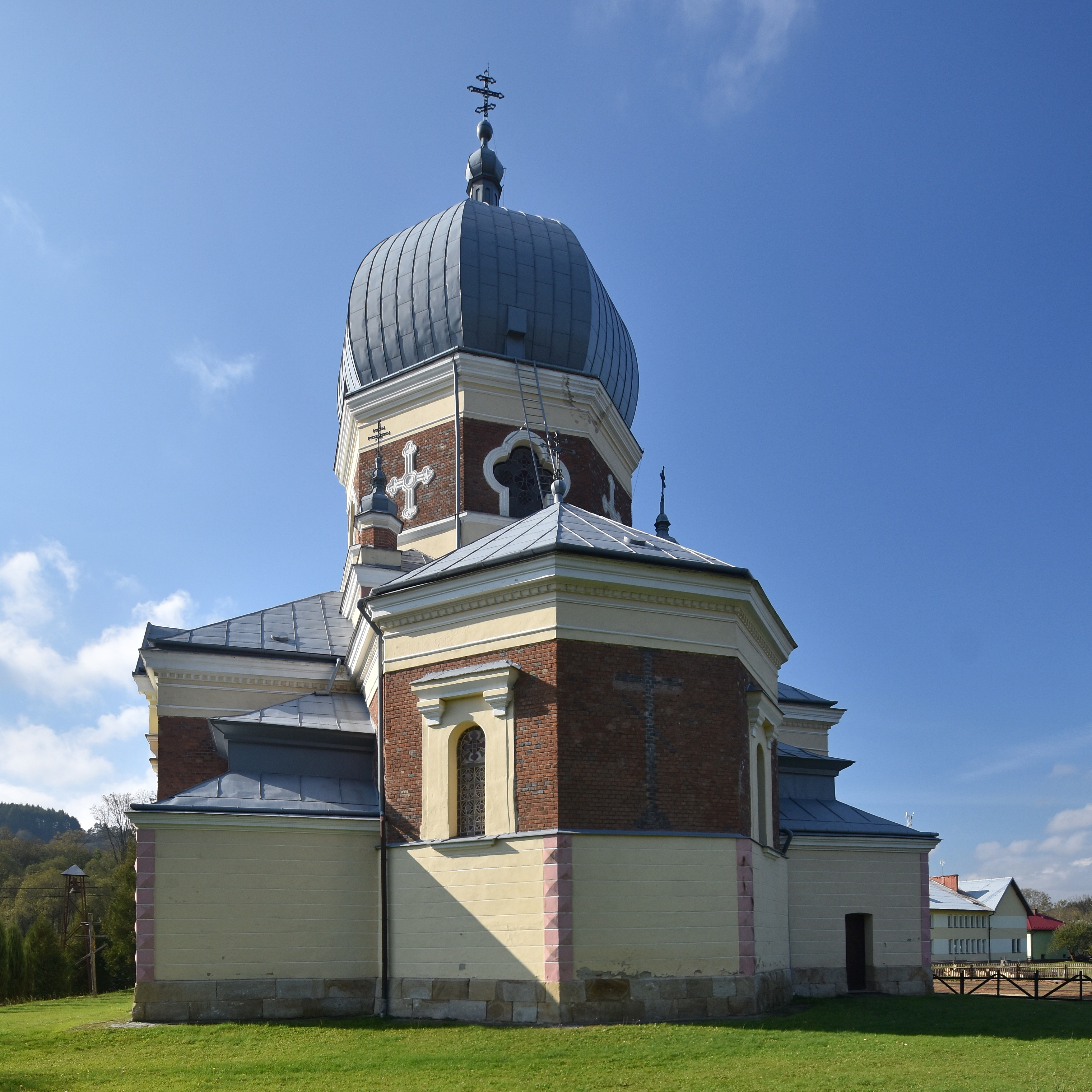
Widok od strony prezbiterium